# 모터사이클 그랑프리

로고.

모터사이클 그랑프리(Grand Prix motorcycle racing)는 모터사이클 대회로, 국제 모터사이클 연맹 (FIM)이 총괄한다.
예전 정식 명칭은 FIM 로드레이싱 세계 선수권 그랑프리(FIM Road Racing World Championship Grand Prix)이었으며, 약어로 2001년까지 WGP (World Grand Prix)라고 사용하고 있었다. 2002년에 500cc 클래스가 모토GP 클래스로 개편된 것을 계기로 현재는 시리즈 전체의 약어도 모토GP라는 이름으로 사용되고 있다. 또한 2016년 시즌부터 정식 명칭에서 로드레이싱(Road Racing)의 표기가 빠졌다.